# Глайхамберг
Глайхамберг (нем. Gleichamberg) — община в Германии, в земле Тюрингия. 
Входит в состав района Хильдбургхаузен.  Население составляет 2854 человека (на 31 декабря 2010 года). Занимает площадь 46,83 км².

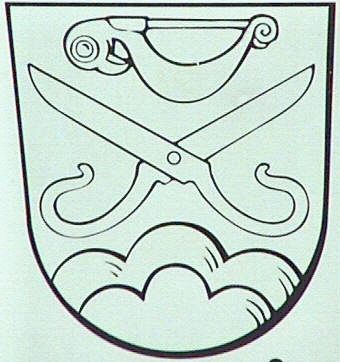
Глайхамберг